# Костянтин Крупський
Костянтин Щербина, псевдонім Костянтин Крупський (нар. 1 вересня 1972) — український журналіст, телеведучий та радіоведучий, шоумен.

## Життєпис
У 1991—1996 рр. навчався у Національному гірничому університеті.
З вересня 1994 р. — на радіостанції «Радіо Мікс» ведучий і журналіст, кореспондент агентства «Луна», ведучий шоу «Будильник», програм: «45», «Шпилька», програми «Конфеті», програми «Місця треба знати», програми «Слухай сюди!», програми «Клуб».
Від вересня 1999 р. — на радіостанції «Музик Радіо» ведучий шоу «На роботу як на свято», програми «Службові записки», конкурсів «Містер Офіс», «Міс Офіс», «Гонки на стільцях», «Наклей та виграй».
З жовтня 2008 р. — ведучий на радіостанції «Ретро ФМ» програми «Меню ТВ».
Від грудня 2010 р. — у групі «ESG» на телеканалі «1+1» ведучий програми «Школа дизайну».
З січня 2011 р. — на телеканалі «Сіті» ведучий програми «Сіті Ранок», рубрики «Екстрим», програми «Афіша», «Кримінальні новини», проведення репортажів.
Від вересня 2013 р. — на телеканалі «МЕГА» ведучий програми «Війна в нутрі нас».
З вересня 2014 р. — ведучий програм на телеканалі «Соціальна країна».
Від березня 2014 р. — на телеканалі «ТВі» ведучий програми «Твій день».